# 桑凯兹-莫斯
桑凯兹-莫斯（法語：Saincaize-Meauce，法語發音：[sɛ̃kɛz mos]）是法国涅夫勒省的一个市镇，位于该省西南部，卢瓦尔河右岸，隔河与谢尔省及中央-卢瓦尔河谷大区相望，属于讷韦尔区和讷韦尔城市圈公共社区，其市镇面积为21.48平方公里，2022年1月1日时人口数量为364人。
桑凯兹-莫斯是讷韦尔城市圈公共社区的组成部分，位于讷韦尔市区西南。

## 历史
桑凯兹-莫斯成立于1833年，由原市镇桑凯兹（Saincaize）和莫斯（Meauce）合并而成。

## 地理

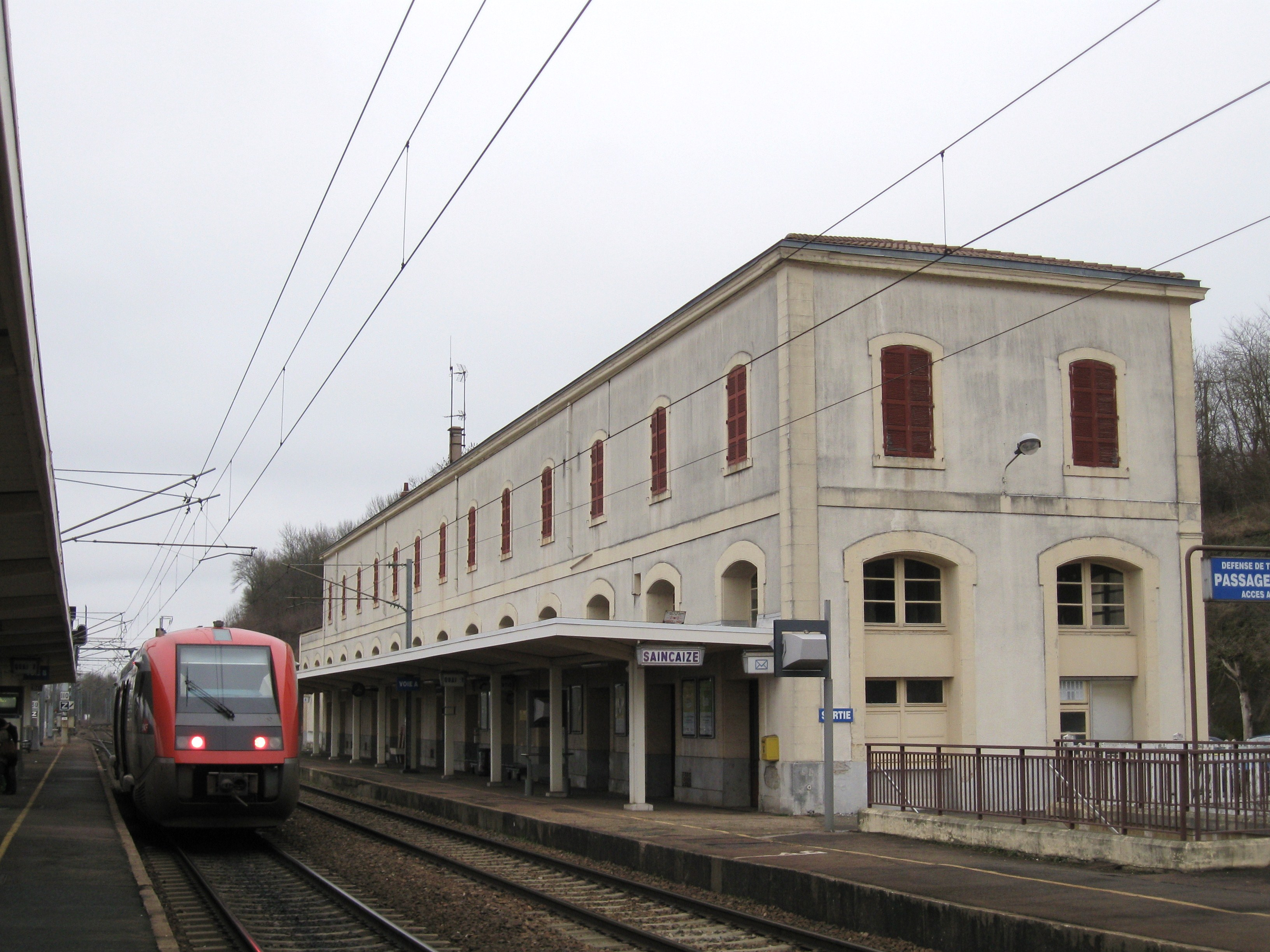
桑凯兹火车站

桑凯兹-莫斯（46°55'39"N, 3°4'21"E）位于法国中部，勃艮第-弗朗什-孔泰大区西部和涅夫勒省西南部，距离省会讷韦尔大约13公里。
与桑凯兹-莫斯接壤的市镇包括：阿列河畔阿普勒蒙、讷维勒巴鲁瓦、沙吕、日穆耶、马尼-库尔、阿列河畔马尔斯。
桑凯兹-莫斯境内地势较为平坦，海拔在170至261米之间。
法国第一大河卢瓦尔河的最大支流阿列河流经境内西部。
按照柯本气候分类法，桑凯兹-莫斯属于较为典型的温带海洋性气候，全年温差较小，降水分布均匀。

## 行政
桑凯兹-莫斯的邮政编码为58470，INSEE市镇编码为58225。

## 交通
涅夫勒省省道D134线、D149线和D200线在桑凯兹-莫斯境内交汇。讷韦尔公交17路（定制公交线路）经过桑凯兹-莫斯境内并设有站点。
桑凯兹-莫斯站位于莫雷－里昂铁路和维耶尔宗－桑凯兹铁路的交汇点上，是法国铁路系统当中的一个重要枢纽。

## 人口
| 年份   | 1936 | 1946 | 1954 | 1962 | 1968 | 1975 | 1982 | 1990 | 1999 | 2006 | 2007 | 2008 | 2013 | 2017 |
| ------ | ---- | ---- | ---- | ---- | ---- | ---- | ---- | ---- | ---- | ---- | ---- | ---- | ---- | ---- |
| 人口數 | 650  | 618  | 872  | 917  | 776  | 614  | 456  | 418  | 457  | 433  | 430  | 426  | 406  | 376  |

## 建筑
莫斯城堡为法国国家文物保护单位。